# Dittrichia graveolens
Dittrichia graveolens (énula-cheirosa, erva-dos-bálsamos) é uma espécie de planta com flor pertencente à família Asteraceae.
A autoridade científica da espécie é (L.) Greuter, tendo sido publicada em Exsiccatorum genavensium a conservatorio botanico distributorum 4: 71. 1973.

## Portugal
Trata-se de uma espécie presente no território português, nomeadamente em Portugal Continental.
Em termos de naturalidade é nativa da região atrás indicada.

## Protecção
Não se encontra protegida por legislação portuguesa ou da Comunidade Europeia.